# ابذر (یمن)
 أبذَر  روستای کوچکی از توابع استان استان صَنعاء در کشور یمن و در شبه جزیره عربستان واقع می‌باشد. این روستا یکی از روستاهای متعدد و آباد پایهٔ کوه (جبل مسور) است.

## جمعیت
دارای ۵۰ خانوار و ۱۸۵ نفر جمعیت می‌باشد.

## وجه تسمیت
در مورد وجه تسمیت این روستا به این نام تاریخ نویسان عرب چنین روایت کرده‌اند که نبستاً به الأبذر بن مسور بن عمرو بن معد بن کرب بن شرحبیل نامگذاری شده‌است.